# Michele Lamar Richards
Michele Lamar Richards, née le 10 novembre 1954 à Sharon (Pennsylvanie), est une actrice américaine.

## Filmographie
- 1992 : Bodyguard : Nicki Marron
- 1994 : 704 Hauser : Jasmine
- 1994 : Friends (série) : sage-femme
- 1994 : Arabesque (série) : S10E17 avocate Meredith Peckham
- 1995 : Chien d'élite : Savannah Boyette
- 1996 : Le Poids du passé : Janet